# 위창조
위창조(魏昌祖, 1703년 ~ 1759년)는 조선 후기의 문신이다. 장흥 위씨 관북 31세손으로 함경도 함흥 출신이다. 1400년대 세종대에 진행된 하삼도(下三道)민에 대한 북도 이주가 추진될 때 본적지인 전라도 장흥에서 함경도로 이주한 집안의 후손으로 알려져 있다.
위창조의 외조부는 1686년(숙종 12) 함경도별시의 갑과 장원을 지낸 한항(韓沆)으로 함경도의 대표적인 지역 문인을 대거 배출한 청주 한씨 집안 출신이다. 
위창조는 1731년(영조 7) 함경도별시(咸境道別試)에 급제한 이후 승정원 가주서(假注書), 부사정(副司正), 보안도찰방(保安道察訪), 성균전적(成均典籍), 겸춘추(兼春秋), 기주관(記注官), 기사관(記事官), 병조좌랑(兵曹佐郞), 예조정랑(禮曹情郞) 등 관직을 두루 거쳤으며 1750년(영조 26)에는 승지(承旨)로 발탁되었다.
실직하고 고향인 함흥에 머물던 시절 함경도에 남아 있는 태조 이성계 및 그 4대조와 관련한 왕실 사적을 종합하여 정리한 『북로능전지(北路陵殿志)』를 편찬(1747년)하였고, 1758년(영조 34)에는 호조참의(戶曹參議) 직분으로 『북도능전지(北道陵殿志)』 간행에 역할을 하였다.